# Utica (Misuri)
Utica es una villa ubicada en el condado de Livingston en el estado estadounidense de Misuri. En el Censo de 2010 tenía una población de 269 habitantes y una densidad poblacional de 119,66 personas por km².

## Geografía
Utica se encuentra ubicada en las coordenadas 39°44′44″N 93°37′43″O / 39.74556, -93.62861. Según la Oficina del Censo de los Estados Unidos, Utica tiene una superficie total de 2.25 km², de la cual 2.25 km² corresponden a tierra firme y (0%) 0 km² es agua.

## Demografía
Según el censo de 2010, había 269 personas residiendo en Utica. La densidad de población era de 119,66 hab./km². De los 269 habitantes, Utica estaba compuesto por el 98.51% blancos, el 0% eran afroamericanos, el 0.37% eran amerindios, el 0% eran asiáticos, el 0% eran isleños del Pacífico, el 0.37% eran de otras razas y el 0.74% pertenecían a dos o más razas. Del total de la población el 2.23% eran hispanos o latinos de cualquier raza.